# Corba integral

Integral de línia d'un camp escalar, f. L'àrea sota la corba C, traçada a la superfície definida per z = f(x,y), és el valor de la integral.

En matemàtiques, una corba integral és una corba paramètrica que representa una solució específica a una equació diferencial ordinària o sistema d'equacions.

## Nom
Les corbes integrals es coneixen amb altres noms, depenent de la naturalesa i la interpretació de l'equació diferencial o del camp vectorial. En física, les corbes integrals per a un camp elèctric o camp magnètic es coneixen com a línies de camp, i les corbes integrals per al camp de velocitat d'un fluid es coneixen com a línies de corrent. En els sistemes dinàmics, les corbes integrals d'una equació diferencial que governa un sistema s'anomenen trajectòries o òrbites.

## Definició
Suposem que F és un camp vectorial estàtic, és a dir, una funció de valor vectorial amb coordenades cartesianes (F1, F2 ,..., Fn), i que x(t) és una corba paramètrica amb coordenades cartesianes (x1(t), x2(t),... , xn(t)). Aleshores x(t) és una corba integral de F si és una solució del sistema autònom d'equacions diferencials ordinàries,
{\displaystyle {\begin{aligned}{\frac {dx_{1}}{dt}}&=F_{1}(x_{1},\ldots ,x_{n})\\&\vdots \\{\frac {dx_{n}}{dt}}&=F_{n}(x_{1},\ldots ,x_{n}).\end{aligned}}}
Aquest sistema es pot escriure com una única equació vectorial,
{\displaystyle \mathbf {x} '(t)=\mathbf {F} (\mathbf {x} (t)).\!\,}
Aquesta equació diu que el vector tangent a la corba en qualsevol punt x(t) al llarg de la corba és precisament el vector F(x(t)) i, per tant, la corba x(t) és tangent en cada punt al camp vectorial F.
Si un camp vectorial donat és continu de Lipschitz, aleshores el teorema de Picard-Lindelöf implica que existeix un flux únic per a poc temps.

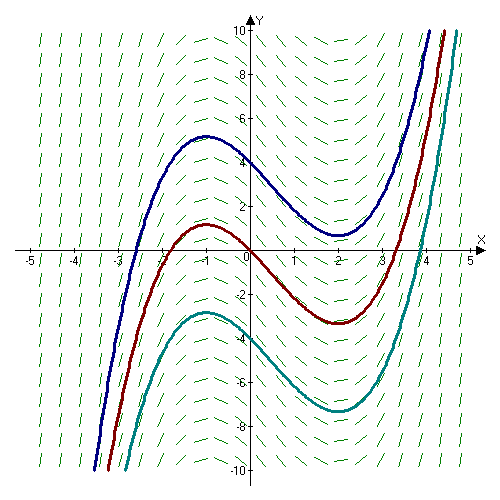
Tres corbes integrals per al camp de pendent corresponent a l'equació diferencial dy / dx = x ^{2} − x − 2.

## Exemples
Si l'equació diferencial es representa com un camp vectorial o un camp de pendent, aleshores les corbes integrals corresponents són tangents al camp en cada punt.

## Generalització a varietats diferenciables

### Definició
Sigui M una varietat de Banach de classe C r amb r ≥ 2. Com és habitual, T M denota el feix tangent de M amb la seva projecció natural π M : T M → M donat per
{\displaystyle \pi _{M}:(x,v)\mapsto x.}
Un camp vectorial a M és una secció transversal del paquet tangent T M, és a dir, una assignació a cada punt de la varietat M d'un vector tangent a M en aquest punt. Sigui X un camp vectorial a M de classe Cr−1 i sigui p ∈ M. Una corba integral per a X que passa per p en el temps t0 és una corba α: J → M de classe Cr−1, definit en un interval obert J de la recta real R que conté t0, de manera que
{\displaystyle \alpha (t_{0})=p;\,}
{\displaystyle \alpha '(t)=X(\alpha (t)){\mbox{ per tot }}t\in J.}